# Durocapillata utahensis
Durocapillata utahensis är en insektsart som beskrevs av Frank Hall Knowlton 1927. Durocapillata utahensis ingår i släktet Durocapillata och familjen långrörsbladlöss. Inga underarter finns listade i Catalogue of Life.